# Lucrezia Borgia (Hugo)
Lucrezia Borgia (in francese Lucrèce Borgia) è un dramma di Victor Hugo del 1833, basato liberamente sulla vita di Lucrezia Borgia. Il dramma ispirò Felice Romani, che compose il libretto dell'opera Lucrezia Borgia di Gaetano Donizetti.

## Trama

### Atto I: un affronto dopo l'altro
Parte prima: Ad una festa a Venezia, Geppo commenta con gli amici Maffio, Gennaro, Ascanio, Apostolo e Oloferno l'ennesimo delitto degli odiati Borgia: Cesare Borgia è stato visto da un pescatore sul Tevere far gettare in acqua il cadavere del fratello Giovanni. Stanco, Gennaro si addormenta su una poltrona, e, una volta usciti gli amici, si avvicina a lui una donna mascherata: Lucrezia Borgia, innamorata segretamente di lui. Gennaro, che non la conosce, rimane colpito dalla sua gentilezza, e le mostra la cosa che gli è più cara: le lettere che sua madre, che non ha mai visto, gli invia ogni mese. Gennaro è stato allevato da dei pescatori nella Puglia, quando la madre fu costretta ad abbandonarlo.
Dopo aver scoperto le sue origini, e dopo essere diventato cavaliere, Gennaro inizia a ricevere le lettere di sua madre, che afferma di essere prigioniera d'una realtà che odia, d'amarlo sopra ogni cosa ma di non potersi manifestare a lui senza metterne la vita a repentaglio. Gennaro ha quindi un'unica missione nella vita: amare e vendicare la madre. Lucrezia ne è commossa, ma, mentre Gennaro la loda per la sua bontà, viene raggiunta dagli altri, che la insultano per i delitti commessi svelandone l'identità: molti dei loro familiari sono stati infatti uccisi dai Borgia. Gennaro, disgustato, si allontana da Lucrezia.
Parte seconda: A Ferrara, Lucrezia dice al fidato Gubetta di voler vendicarsi dell'affronto subito, dato che gli oltraggiatori sono a Ferrara, come ambasciatori veneziani. Intanto, Geppo, Maffio, Oloferno, Ascanio ed Apostolo, giunti in piazza, condividono la grande preoccupazione per la possibile vendetta in seguito all'episodio veneziano. Geppo afferma come torcendo loro anche un solo capello si scatenerebbe una guerra con la Serenissima e col doge, ma le sue parole rassicuranti vengono attenuate dagli altri, consci del fatto che i Borgia possono avvelenare in tanti modi, con sostanze che hanno talora effetto anche dopo un anno.
Contemporaneamente, la compagnia prende in giro Gennaro per la storia d'amore con Lucrezia: egli, infastidito, dice di odiarla, e sfregia la scritta BORGIA scolpita sul suo palazzo: ora si legge ORGIA. Usciti questi, entrano due uomini, Rustighello e Astolfo, che avevano già spiato Lucrezia e Gennaro a Venezia. Il primo ha ricevuto l'ordine di condurre il giovane dal duca, dove l'attende certamente la morte, il secondo deve invece portarlo da Lucrezia, preoccupata di salvarlo. Non sapendo cosa fare, decidono di determinare il destino di Gennaro con una monetina. Vince Rustighello che entra in casa del giovane assieme a quattro sbirri, arrestandolo.

### Atto secondo: la coppia
Parte prima: Alfonso, Duca d'Este, venuto a sapere dell'amore di Lucrezia per Gennaro, medita di ucciderlo con un veleno. Giunge Lucrezia, che si lamenta del fatto che qualcuno ha osato oltraggiarla ancora, sfregiando la scritta sul suo palazzo. Alfonso la tranquillizza, dicendo che il colpevole è già stato preso, e Lucrezia lo prega di ucciderlo, ma quando si accorge che è Gennaro, ci ripensa. Rimasta sola col Duca, lo prega di salvarlo. Il Duca, allora, l'accusa di essere l'amante del giovane, e con sprezzo insulta la sua famiglia. Lucrezia lo minaccia, ma il Duca prevale, e le intima di mescere il veleno nella coppa di Gennaro. Rimasta sola con l'amato, l'avverte del pericolo, e gli dà l'antidoto. Gennaro non vuole crederle, ma alla fine accetta e parte.
Parte seconda: Rustighello, sentito il discorso tra Lucrezia e Gennaro, riferisce tutto al Duca, pronto a uccidere una volta definitivamente l'amante della moglie. Prima, però, Maffio si reca a casa di Gennaro, e lo esorta a venire alla festa della principessa Negroni. Gennaro accetta, e i due giovani si recano alla festa. Alfonso, sentendo il loro discorso, ne approfitta per ideare un nuovo piano diabolico.

### Atto terzo: ubriachi morti
Alla festa, oltre a Gennaro e Maffio, sono presenti anche Apostolo, Oloferno, Ascanio e Geppo, che si danno alla pazza gioia. A un certo punto, però sentono avvicinarsi dei suoni funebri, e la sala si riempie di monaci. Entra Lucrezia che, trionfante, afferma di voler vendicarsi sui giovani del torto subito, dicendo che aveva messo del veleno nelle coppe di tutti, e mostra ai presenti terrorizzati cinque bare. Gennaro avanza dicendo che ne servirà una sesta, e Lucrezia, inorridita, fa andare via tutti per rimanere sola con lui. Gennaro medita di ucciderla, ma Lucrezia riesce a commuoverlo, pregandolo di bere l'antidoto. Egli fa per accettare, ma ode gli ultimi gridi di morte di Maffio, che lo esorta a vendicarsi: accecato dalla rabbia, uccide Lucrezia, che, agonizzante, grida a Gennaro d'essere sua madre.